# Praterschlacht
Die Praterschlacht vom 23. August 1848 war eine von der bürgerlichen Nationalgarde und der Sicherheitswache niedergeschlagene Demonstration von Erdarbeitern in Wien.

## Historische Einordnung
Die Praterschlacht ereignete sich im Revolutionsjahr 1848. Nach der Märzrevolution verließen Kaiser Ferdinand I. und sein Hof die Hauptstadt Wien. Eine Art neue Regierung, der „Sicherheitsausschuss“, wurde von den Revolutionären gegründet. Dieser Ausschuss organisierte sogenannte „Notstandsarbeiten“, um die anwachsende Arbeitslosigkeit zu bekämpfen. Bei öffentlichen Baustellen, den „Erdarbeiten“, im Prater und in der heutigen Brigittenau, kamen die meisten Menschen zum Einsatz. Für 12 Stunden Arbeit erhielten Frauen 20 und Kinder 15 Kreuzer. Von dem Lohn konnten sich die Menschen kaum über Wasser halten. Am 18. August beschloss der Minister der öffentlichen Arbeiten Ernst Schwarzer den Lohn für Männer auf 20 Kreuzer, für Frauen auf 15 Kreuzer und für Kinder auf 10 Kreuzer zu kürzen. Eine Deputation von Erdarbeitern forderte erfolglos die Rücknahme der Lohnkürzung. Am 21. August folgte eine Demonstration in der Wiener Innenstadt, bei der auch Katzenmusik zum Einsatz kam. Dabei handelte es sich laut der Historikerin Gabriella Hauch um die erste Frauendemonstration in der Geschichte Österreichs. Trotz Protesten hielt der Arbeitsminister an der Lohnkürzung fest. Die Allgemeine Österreichische Zeitung zitierte ihn mit den Worten: „Eher sollen 10.000 Arbeiter niedergeschossen werden, ehe ich von meinem Entschlusse abstehe.“ Daraufhin verschärften sich die Proteste.

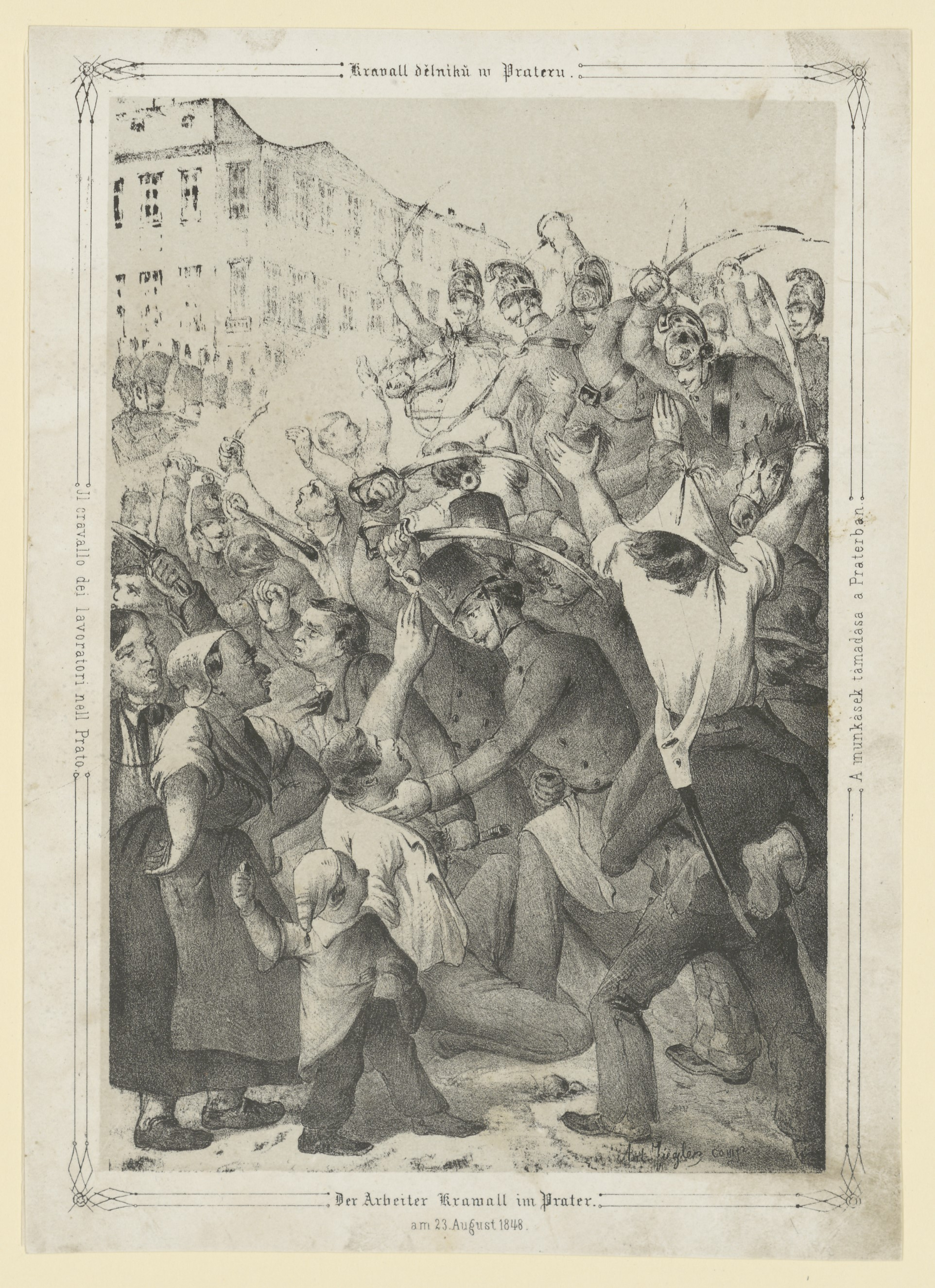
Der Arbeiterkrawall im Wiener Prater am 23. August 1848

## Verlauf
Für den 23. August wurden bereits weitere Demonstrationen erwartet. Die Nationalgarde und berittene Polizei bezogen rund um Baustellen wie dem Praterstern Stellung. Die Truppen hatten die Order, keine Demonstrierenden in die Innere Stadt vorzulassen. Etwa 500 Frauen, Männer und Kinder formierten sich zu einem Demonstrationszug und marschierten mit Hacken und Schaufeln in den Händen zum Anlegeplatz der Dampfschiffsgesellschaft. An der Spitze des Zuges trugen Arbeiter eine Bahre, auf der eine Strohpuppe lag, die den Arbeitsminister darstellte. Die Passanten informierte man, dass „der arme Mann vier Kreuzer verschluckt habe, am fünften aber erstickt sei.“ Damit waren die Kreuzer gemeint, die der Minister ihnen vom Lohn abgezogen hatte. Die Strohpuppe wurde „eingesegnet“ und anschließend bewegte sich der Zug in Richtung Praterstern. Die Demonstration war inzwischen um einige tausend Menschen angewachsen. Gegen 15 Uhr kam es zu Auseinandersetzungen zwischen den dort postierten Garden und den Demonstrierenden. Die Sicherheitswache und die Nationalgarde gingen mit Säbeln und aufgepflanzten Bajonetten gegen die Arbeiter vor. Zuerst wehrten sich diese noch mit ihrem Arbeitsgerät, flüchteten aber anschließend und der Zusammenstoß eskalierte. Weitere Frauen und Männer eilten herbei und bildeten erneut einen Demonstrationszug, der sich in Richtung Innere Stadt bewegte. Dort wurde das Feuer auf die Menge eröffnet und eine Verfolgungsjagd auf die Flüchtenden setzte ein. Das Ergebnis waren 18 Tote und knapp 300 registrierte Verwundete, darunter auch viele Frauen.

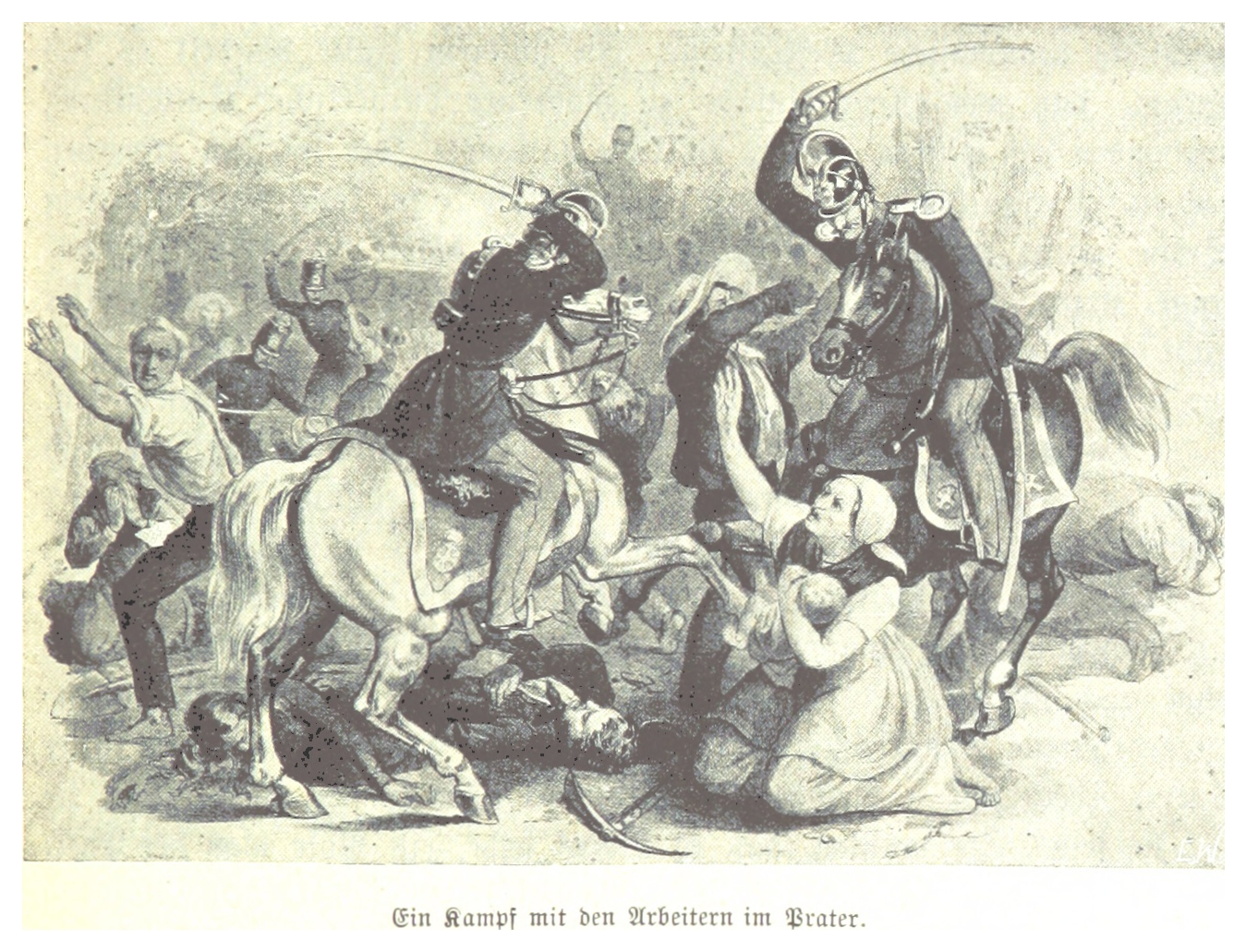
Eduard Weixlgärtner: Der Kampf mit den Arbeitern im Prater, Lithographie

## Folgen
Die Zeitungen veröffentlichten in den Folgetagen mehrere Rechtfertigungen für das brutale Vorgehen der Garden und verschafften den Frauen eine ungewöhnliche mediale Aufmerksamkeit.
Infolge der Ereignisse trat der Arbeitsminister zurück. Die Regierung nutzte die Gelegenheit, um die revolutionären Behörden stillzulegen. Die Nationalgarde war nun dem Innenminister untergeordnet und der Sicherheitsausschuss wurde aufgelöst.
Außerdem kam es zu einer Spaltung der revolutionären Kräfte, die in der Bewegung bereits von Beginn an angelegt war. Die Versöhnungsstrategie der Arbeiter, das als Versöhnungsdemonstration inszenierte Begräbnis der Toten und das ambivalente Verhalten der bürgerlichen Frauen, die sich am 28. August zum Ersten Wiener demokratischen Frauenverein zusammenschlossen und den Erdarbeiterinnen ihre Solidarität zusicherten, konnten daran nichts mehr ändern. Die Uneinigkeit zwischen Arbeiterschaft und Bürgertum erleichterte es der kaiserlichen Armee, das revolutionäre Wien im Oktober einzunehmen und die Revolution endgültig niederzuschlagen.